# Josephine Baker
Josephine Baker, właśc. Freda Josephine McDonald (ur. 3 czerwca 1906 w Saint Louis, zm. 12 kwietnia 1975 w Paryżu) – francuska tancerka, aktorka, piosenkarka i agentka wywiadu pochodzenia afroamerykańskiego. Niektóre źródła podają jej nazwisko rodowe jako Freda Carson.

## Życiorys
Urodzona w slumsach St. Louis w rozbitej rodzinie biedoty miejskiej, od wczesnych lat dziecięcych występowała na ulicy, tańcząc i śpiewając, śpiąc w przytułkach i zaułkach ulic. Zanim ukończyła piętnasty rok życia, miała już za sobą dwa małżeństwa. W 1937 otrzymała obywatelstwo francuskie.
Otrzymała ponad 1500 propozycji małżeństwa, nie licząc drogich prezentów od wielbicieli. Podczas II wojny światowej pracowała w Czerwonym Krzyżu oraz działała czynnie we francuskim ruchu oporu. Po wojnie zaadoptowała ze swoim czwartym mężem dwanaścioro dzieci różnych ras i religii. W latach pięćdziesiątych i sześćdziesiątych XX w. udawała się do USA, gdzie występowała przeciwko rasizmowi. W 1963 roku przemawiała podczas Marszu na Waszyngton obok Martina Luther Kinga.
Dama Orderu Legii Honorowej i innych francuskich odznaczeń. W 1990 wprowadzona do St. Louis Walk of Fame. Była przyjaciółką wielu znanych artystów, jak Pablo Picasso, Christian Dior i F. Scott Fitzgerald. Pod koniec życia Josephine Baker zdana głównie na siebie, z dużą rodziną adoptowanych dzieci (ze względu na wielorasowość jej dzieci nazywano je poetycko „Tęczowym plemieniem”) popadła w poważne kłopoty finansowe zakończone ogłoszeniem bankructwa. Zmusiło ją to, w dość już zaawansowanym wieku, do powrotu na scenę. Zmarła dwa dni po ostatnim występie.

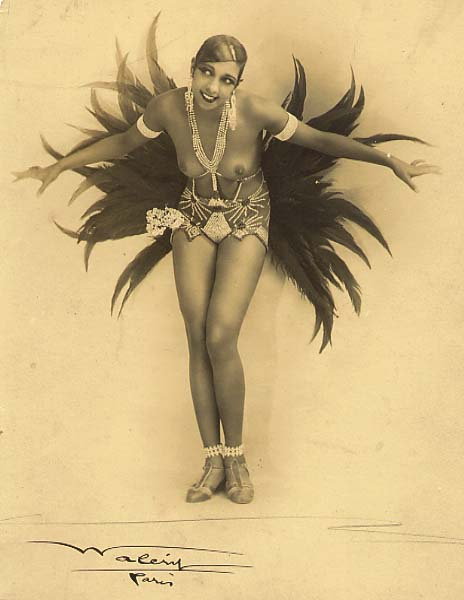
Josephine Baker w 1927

## Kariera sceniczna
Z St. Louis przeniosła się do Nowego Jorku, gdzie była popularną tancerką i piosenkarką wodewili i nocnych kabaretów. Ze względu na kolor skóry jej możliwości kariery scenicznej były jednak bardzo ograniczone. W 1925 wraz z amerykańską „Rewią murzyńską” (franc. La Revue Negre) udała się do Francji, gdzie odniosła błyskawiczny sukces. Jej kariera w Paryżu i ówczesna atmosfera tego miasta skłoniły ją do pozostania we Francji. Wkrótce otworzyła tam własny klub Chez Josephine. Określano ją często przydomkami: „Czarny Aksamit”, „Czarna Perła” i „Czarna Wenus” ze względu na jej afrykańsko-indiańskie pochodzenie. Zyskała światową sławę, występując w prawie wszystkich krajach Europy, w tym także w Polsce. Szokowała pełnym erotyki tańcem, kostiumami (słynna spódniczka z bananów) i stylem bycia – przyznawała się do biseksualizmu. Podziwiana i znana ze swego ekscentryzmu, m.in. w domu trzymała całą menażerię zwierząt. Znana była z przechadzek z pięknym i egzotycznym gepardem, którego wielu porównywało do samej Josephiny.
Jej występy nawiązywały do motywów uważanych za rasistowskie, np. „bananowy taniec“ i do stereotypów na temat czarnych kobiet. Niektórzy współcześni krytycy oceniają je negatywnie ze względu na propagowanie rasistowskich uprzedzeń.

## Kariera filmowa
Baker występowała w kilku filmach, poczynając od zrealizowanego w 1927 we Francji La Sirena des Tropiques, następnie Zou Zou i Princess Tam-Tam. W 1991 Brian Gibson zrealizował w USA obraz pt. Historia Josephine Baker z Lynn Whitfield w roli tytułowej.

## Upamiętnienie
W 2021 roku prezydent Emmanuel Macron ogłosił, że Baker zostanie pochowana w Panteonie w Paryżu.

## Odznaczenia
- Legia Honorowa - 9 grudnia 1957[6]
- Krzyż Wojenny 1939-1945 z palmą - 19 sierpnia 1961
- Medal Francuskiego Oporu z rozetą - 6 października 1946
- Medal Pamiątkowy Ochotników Wolnej Francji
- Medal Pamiątkowy Wojny 1939–1945